# Suka Banjar II Ujung Rembun
Suka Banjar II Ujung Rembun is een bestuurslaag in het regentschap Lampung Barat van de provincie Lampung, Indonesië. Suka Banjar II Ujung Rembun telt 1122 inwoners (volkstelling 2010).